# 網田駅
網田駅（おうだえき）は、熊本県宇土市下網田町にある、九州旅客鉄道（JR九州）三角線（あまくさみすみ線）の駅である。

## 歴史
- 1899年（明治32年）12月25日：九州鉄道（初代）が開設[2][3]。
- 1907年（明治40年）7月1日：九州鉄道（初代）が国有化され、帝国鉄道庁が所管[2][3]。
- 1961年（昭和36年）10月1日：貨物取扱廃止[2]。
- 1973年（昭和48年）10月16日：業務委託駅となる[4]。
- 1984年（昭和59年）2月1日：荷物扱い廃止[2]。
- 1986年（昭和61年）11月1日：無人駅となる[5]。
- 1987年（昭和62年）4月1日：国鉄分割民営化により、九州旅客鉄道が継承[2][3]。
- 2012年（平成24年）12月5日：宇土市が九州旅客鉄道から駅舎及びトイレを購入[6]。
- 2013年（平成25年）10月1日：網田レトロ館（コミュニティ施設兼喫茶店）としてオープン[7]。
- 2014年（平成26年）7月18日：文化審議会で登録有形文化財にするよう答申[8]。
- 2022年（令和4年）9月23日：ダイヤ改正に伴い、下り「A列車で行こう」の停車駅となる[9]。
- 2024年（令和6年）8月19日：駅構内の信号機が故障し、三角線全線で運転を見合わせた[10]。

## 駅構造

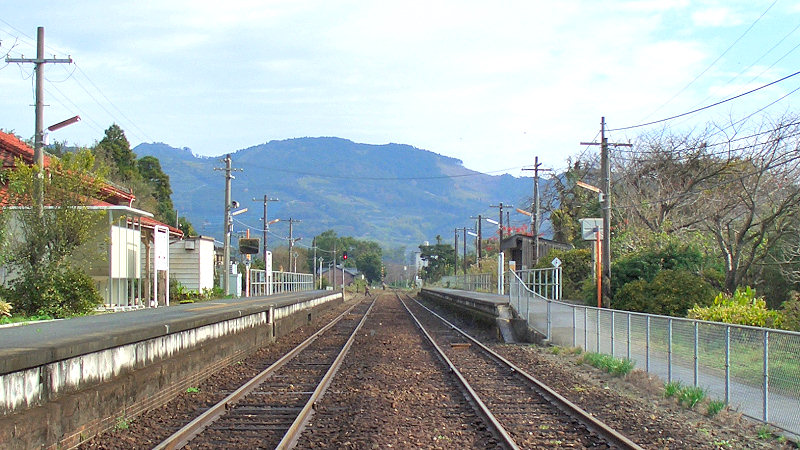
構内（2006年12月）

相対式ホーム2面2線を有する地上駅。互いのホームは構内踏切で連絡している。上りホームに接し、木造の本屋が置かれている。なお、当駅より三角方面は列車の行違いは一切不可。
駅本屋内では、地元NPO法人網田倶楽部が運営する「網田レトロ館」で準常備近距離乗車券を手売りする簡易委託駅となっている。網田レトロ館は土休日の昼に「カフェ＊レトロ館」としても営業している。
木造の駅舎本屋は熊本県内最古の駅舎であり、国の登録有形文化財に登録されている。

### のりば
| のりば | 路線              | 方向 | 行先           |
| ------ | ----------------- | ---- | -------------- |
| 1      | ■あまくさみすみ線 | 上り | 宇土・熊本方面 |
| 2      | ■あまくさみすみ線 | 下り | 三角方面       |

## 利用状況
2005年度の1日平均の乗車人員は193人である。

## 駅周辺

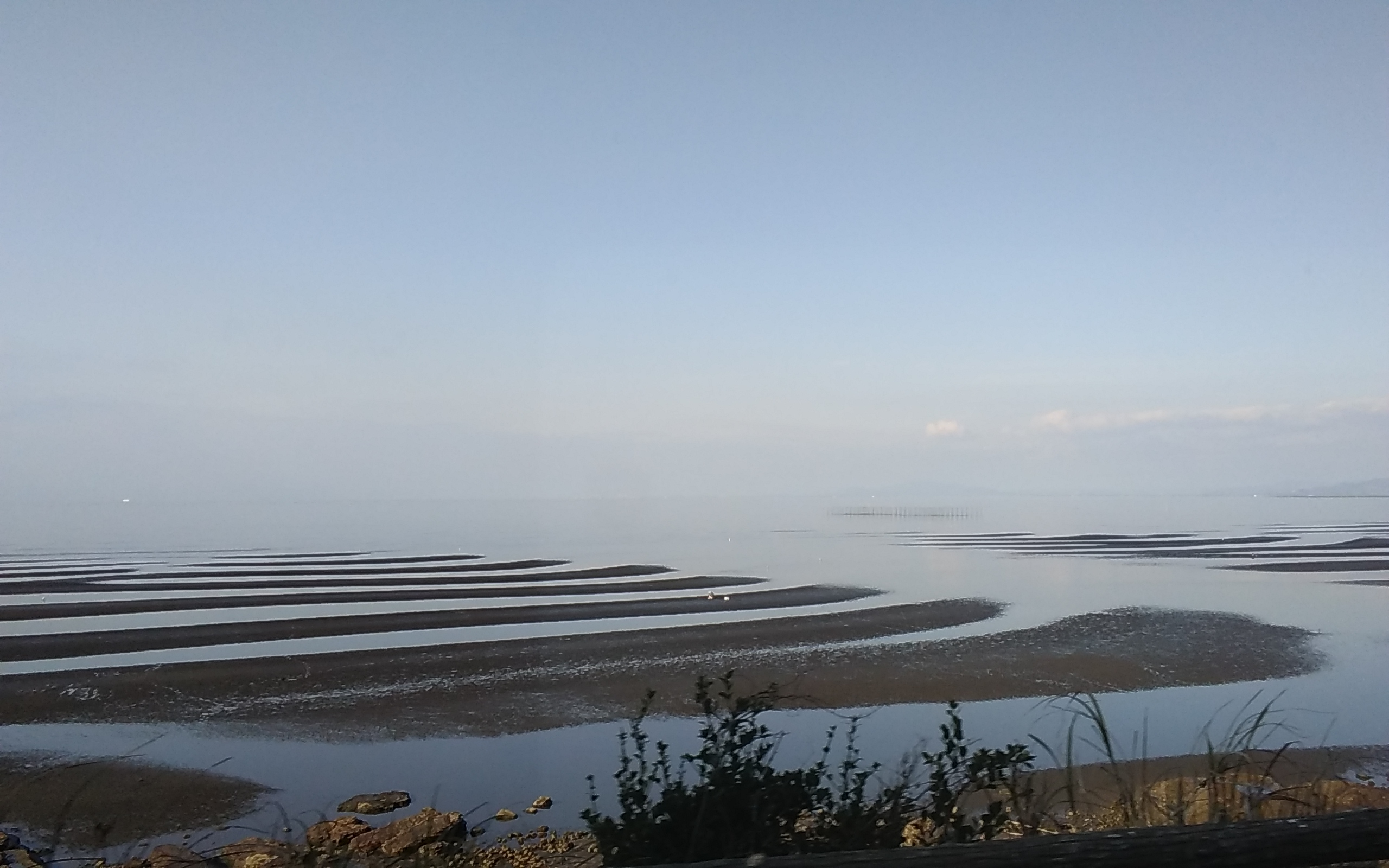
御輿来海岸

宇土市の西端部で宇土半島の中央部、旧網田村の中心部にあたる。駅付近を網田川が流れているほか、北側には線路に沿って国道57号が並行している。
- 宇土市役所網田支所
- 宇土市立網田小学校
- 宇土市立網田中学校
- 網田保育所
- 網田郵便局
- 宇城警察署網田駐在所
- 御輿来（おこしき）海岸[1]
- 国道57号
- 網田川

### バス路線
国道57号に「網田駅前」停留所があり、産交バスの路線が発着する。この停留所には、快速バスの「あまくさ号」も停車する。
産交バス
- 快速 あまくさ号

本渡・産交車庫前行き / 熊本桜町バスターミナル
※土日祝日の日中便は三角産交経由便あり
- 三角宇土駅線

三角産交行き / 宇土駅前行き
※日曜祝日は運休

## 隣の駅
九州旅客鉄道（JR九州）
■あまくさみすみ線（三角線）
- 臨時観光特急「A列車で行こう」停車駅（下りのみ）

肥後長浜駅 - 網田駅 - 赤瀬駅